# Маріо Педраса
Маріо Педраса (ісп. Mario Pedraza, нар. 18 липня 1973) — кубинський футболіст, що грав на позиції захисника за клуб «Сьєнфуегос» та національну збірну Куби.

## Клубна кар'єра
У дорослому футболі дебютував 1995 року виступами за команду «Сьєнфуегос». Захищав кольори цього клубу протягом усієї ігрової кар'єри, що тривала до 2008 року. 
Єдиним виключенням була перша полоаина 1999 року, коли ціла група кубинських футболістів отримала дозвіл виступати у четвертому німецькому дивізіоні за команду  «Боннер».

## Виступи за збірну
1997 року дебютував в офіційних матчах у складі національної збірної Куби.
У складі збірної був учасником Золотого кубка КОНКАКАФ 1998 року та розіграшу Золотого кубка КОНКАКАФ 2002 року.
Загалом протягом кар'єри в національній команді, яка тривала 9 років, провів у її формі 32 матчі, забивши 2 голи.